# My Baby Just Cares for Me
My Baby Just Cares for Me – standard jazzowy, skomponowany przez Waltera Donaldsona do słów Gusa Kahna. Utwór powstał na potrzeby filmowej wersji komedii musicalowej Byczo jest! z 1930. Pierwotnie był wykonywany przez Eddiego Cantora. Najbardziej znaną interpretacją piosenki jest wykonana przez Ninę Simone.

## Wersje innych wykonawców

### Wersja Niny Simone
Pierwotnie utwór „My Baby Just Cares for Me” w wykonaniu amerykańskiej wokalistki jazzowej, Niny Simone, został nagrany i zamieszczony w 1958 na jej debiutanckiej płycie Little Girl Blue. Piosenka została pierwszy raz wydana na singlu winylowym w 1982 przez wytwórnię Charly Records w Wielkiej Brytanii. Wówczas ukazały się 2 wersje singla: pierwsza 10" (nr katalog. CYX 201), następnie reedycja 7" (nr katalog. 7 CYX 201).
Maksisingiel 10" (1982)
1. A1: „My Baby Just Cares For Me”
2. A2: „I Love You Porgy”
3. B1: „Love Me Or Leave Me”
4. B2: „Little Girl Blue”

Singiel 7" (45 RPM, 1982)
1. A: „My Baby Just Cares For Me”
2. B: „Little Girl Blue”

Maksisingiel 12" (1987)
Wydany w Wielkiej Brytanii przez Charly Records, w Niemczech przez ZYX Records. 31 października 1987 piosenka zadebiutowała na UK Singles Chart na miejscu 5. zestawienia. W różnych krajach europejskich zdobywała Top-10 list przebojów, m.in. na holenderskiej Dutch Top 40.
1. A: „My Baby Just Cares For Me” (Special Extended Smoochtime Version) 3:20
2. B1: „Love Me Or Leave Me” 3:37
3. B2: „Little Girl Blue” 3:21

Maksisingiel 12" (remiks – The Ultimate Dance Mix, 1987)
Remiks wykonał Mario Aldini. Numer katalogowy singla: ZYX 5768 R.
1. A: „My Baby Just Cares For Me” (The Ultimate Dance Mix) 5:25
2. B1: „Love Me Or Leave Me” 3:37
3. B2: „Little Girl Blue” 3:21

### Wersja Agi Zaryan
W 2013 utwór w wersji polskiej wokalistki jazzowej Agi Zaryan ukazał się na singlu zapowiadającym album Remembering Nina & Abbey, który hołduje Ninie Simone i Abbey Lincoln. Singel z „My Baby Just Cares for Me” przeznaczony do promocji radiowej został wydany 21 października przez Parlophone Music Poland. Nagranie, tak jak cała płyta Remembering Nina & Abbey zostało zarejestrowane w hollywoodzkim Conway Recording Studios (tu nagrywano m.in. płytę Daft Punk Random Access Memories).

#### Notowania
| Lista                  | Pozycja |
| ---------------------- | ------- |
| Lista Przebojów Trójki | 36      |